# Gustáv Husák
Gustáv Husák (Dúbravka, 10 januari 1913 – Bratislava, 18 november 1991), was een Tsjecho-Slowaaks communistisch politicus. 

## Jeugd en vroege carrière
Gustáv Husák was de zoon van een werkloze Slowaakse arbeider. Hij werd spoedig communist. Husák studeerde aan het gymnasium van Bratislava. In 1929 sloot Husák zich aan bij de Communistische Jeugdbeweging. In 1933 werd hij student aan de Universiteit van Praag. Op twintigjarige leeftijd werd hij lid van de Communistische Partij van Tsjecho-Slowakije (KSČ). Deze partij werd in 1938 door de overheid verboden.
In 1939 werd Slowakije een  onafhankelijke staat die de kant koos van de nazi's tijdens de Tweede Wereldoorlog. Tijdens de oorlog was hij een van de leiders van de Slowaakse Nationale Opstand (1944) en van het Slowaaks Nationaal Comité (1944-1945), dat zich tegen de aanwezigheid van de Duitsers en de Slowaakse president Jozef Tiso keerde. In 1944 werd Husák lid van het Centraal Comité van de KSČ.

## Regeringsambtenaar
Na de Tweede Wereldoorlog werd Slowakije autonoom binnen de Tsjecho-Slowaakse federatie met een eigen regioparlement. Husák werd een regeringsambtenaar en partijfunctionaris in Slowakije. Bij de verkiezingen van 1946 boekte de KSS (de Slowaakse regionale afdeling van de KSČ) in tegenstelling tot de KSČ in Tsjechië amper winst en bleef ver achter bij de Slowaakse Democratische Partij (SDP). De SDP werd kort daarop door communistische pressie (o.a. van Husák) verboden, waardoor de KSS haar positie in het Slowaakse regioparlement versterkte.
In 1948 namen de communisten middels een staatsgreep de macht in Tsjecho-Slowakije over en maakte een einde aan de federale autonomie van Slowakije. In 1950 werd Husák als "bourgeois-nationalist" gebrandmerkt en verdween tijdens het stalinistische bewind achter de tralies. In 1960 kwam Husák vrij en in 1963 volgde zijn rehabilitatie.

## Praagse Lente
In april 1968 werd de Slowaak Alexander Dubček eerste secretaris van de KSC en benoemde Husák tot vicepremier. Husák werd tevens lid van het Centraal Comité en het Presidium (politbureau) van de partij. Tijdens het bewind van Dubček werden er hervormingen doorgevoerd en trachtte Dubček het "socialisme met een menselijk gezicht" door te voeren. Deze periode staat bekend als de Praagse Lente. Als vicepremier steunde Husák het beleid van Dubček, en met name de federalisering van staat en partij. Zelf werd hij eerste secretaris van de Slowaakse Communistische Partij (KSS).
In augustus 1968 vielen de Sovjet-Unie en andere Warschaupactlanden Tsjecho-Slowakije binnen om Dubčeks hervormingen ongedaan te maken. Husák trad op als bemiddelaar tussen de Russen en de Tsjecho-Slowaakse regering. Na enige tijd schaarde Husák zich aan de zijde van de Russische partijleider Leonid Brezjnev en keerde hij zich tegen Dubček.

## Secretaris-generaal van de KSČ
In april 1969 werd Gustáv Husák tot secretaris-generaal van de KSČ gekozen en kwam er definitief een einde aan het liberale beleid van Dubček. De legers van de Warschaupactlanden trokken zich terug uit Tsjecho-Slowakije. Van 1969 tot 1975 was Husák lid van het Presidium van de Nationale Assemblee en van 1975 tot 1989 president van Tsjecho-Slowakije.
Van 1971 tot 1989 was Husák voorzitter van het Presidium van het Nationaal Front en van 1969 tot 1989 was hij opperbevelhebber van de Volksmilitie.
Onder het bewind van Husák was het gedaan met de vrijheid, maar de KSČ liet wel haar teugels vieren wat betreft de greep op de economische sector. Er was sprake van een kleinschalige vrije-markteconomie. Om de bevolking voor zich te winnen zorgde hij ervoor dat ieder gezin een datsja (blokhut) kreeg en de levensstandaard van de Tsjecho-Slowaken ging omhoog. Veel Tsjecho-Slowaken konden het zich veroorloven om een auto (Škoda) te kopen. Husák verwijderde in de loop der jaren de haviken uit het partijbestuur, maar hun invloed bleef merkbaar.
De vrijheid van de Tsjecho-Slowaken was echter maar zeer beperkt. De geheime politie, de StB, hield iedereen goed in de gaten, met name de oppositie, zoals de Charta 77. Václav Havel, de latere president, werd de hele dag bespioneerd. Er vonden veel "preventieve arrestaties" plaats. 
Eind jaren tachtig nam de macht van Husák af en in 1987 werd Miloš Jakeš tot secretaris-generaal van de KSČ gekozen. Husák bleef echter president van Tsjecho-Slowakije.

## Aftreden
In november 1989 brak de Fluwelen Revolutie uit. De partijleiding van de KSČ trad eind november als gevolg van de massademonstraties af. Op 10 december 1989 trad Gustáv Husák als president af. In februari 1990 werd hij uit de KSČ gezet. Hij overleed op 18 november 1991 in Bratislava. Op zijn sterfbed bekeerde hij zich tot de Katholieke Kerk.
- Bibsys: 98030014
- Bibliothèque nationale de France: cb119080792 (data)
- CiNii: DA00409127
- Gemeinsame Normdatei: 118554956
- International Standard Name Identifier: 0000 0001 1064 5687
- Library of Congress Control Number: n50030322
- Nationale Bibliotheek van Letland: 000347376
- Bibliotheek van het Japanse parlement: 00468704
- Nationale Bibliotheek van Tsjechië: jn20000401125
- Nationale Bibliotheek van Israël: 987007279755605171
- Nationale Bibliotheek van Polen: a0000001182214
- Nederlandse Thesaurus van Auteursnamen: 072704314
- Système universitaire de documentation: 026928930
- Virtual International Authority File: 59084048
- WorldCat: E39PBJkXx9By6t8XF6PKxQJRrq